# Alessandro Maria Gottardi
Alessandro Maria Gottardi (* 30. April 1912 in Venedig; † 24. März 2001 in Trient) war Erzbischof von Trient.

## Leben
Alessandro Maria Gottardi empfing am 1. Juli 1934 die Priesterweihe. Papst Johannes XXIII. ernannte ihn 1963 zum Erzbischof von Trient. Die Bischofsweihe spendete ihm am 24. März 1963 der Patriarch von Venedig Giovanni Kardinal Urbani; Mitkonsekratoren waren Umberto Ravetta, Bischof von Senigallia, und Giuseppe Olivotti, Weihbischof in Venedig. Seinem altersbedingten Rücktrittsgesuch wurde durch Papst Johannes Paul II. 1987 stattgegeben.